# San Francesco al Campo
San Francesco al Campo (piemontesisch San Fransesch) ist eine Gemeinde in der italienischen Metropolitanstadt Turin (TO), Region Piemont.

## Lage und Einwohner
San Francesco al Campo liegt knapp 23 Straßenkilometer nördlich von Turin, unmittelbar am Flughafen. Das Gemeindegebiet umfasst eine Fläche von 15 km² und hat 4832 Einwohner (Stand 31. Dezember 2023). Die Nachbargemeinden sind Vauda Canavese, San Carlo Canavese, Rivarossa, Front, Lombardore, San Maurizio Canavese und Leinì.

## Geschichte

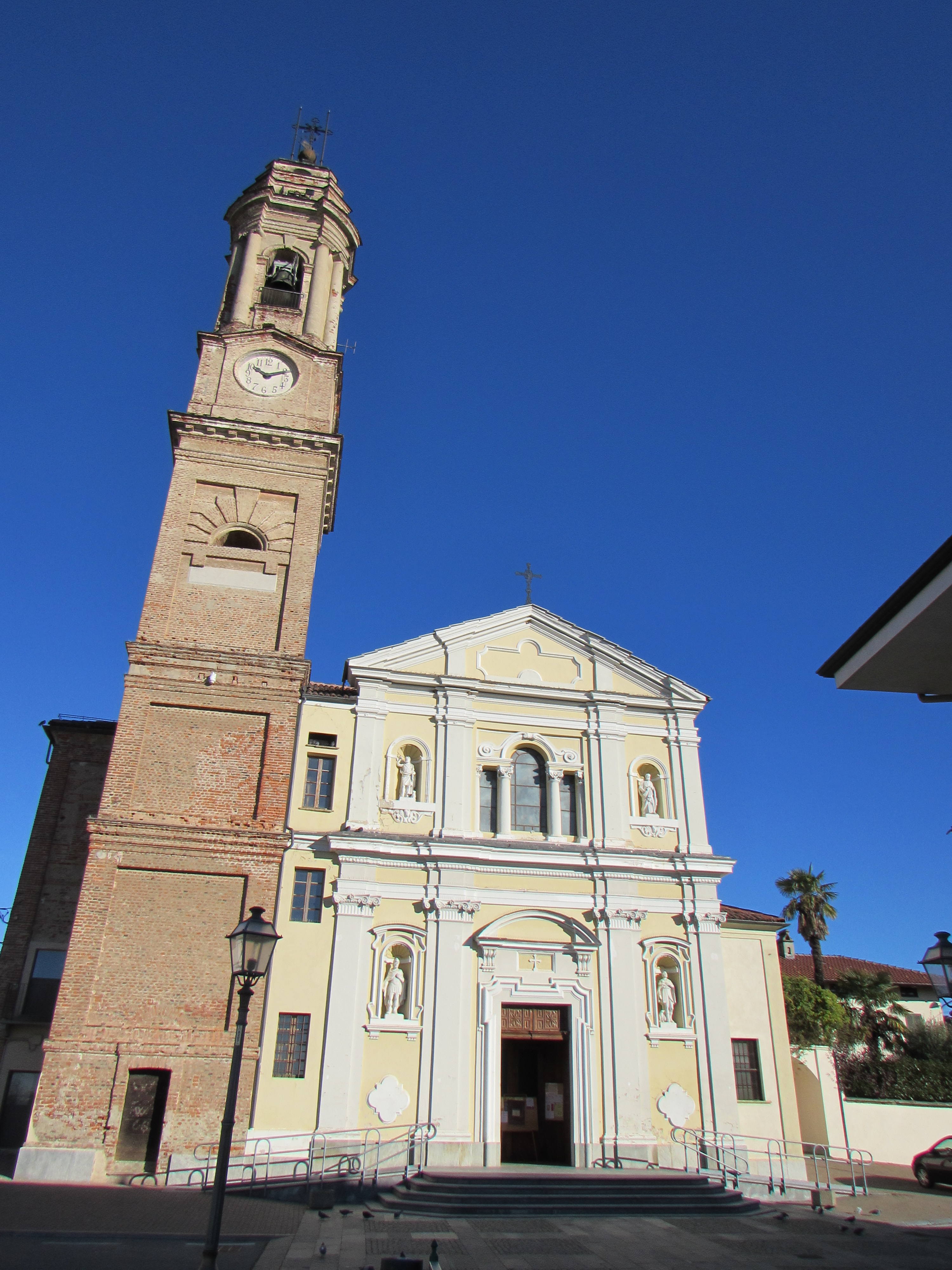
Pfarrkirche S. Francesco

Der alte Name der Stadt war Vauda di San Maurizio, und die Bevölkerung versammelte sich in verschiedenen Dörfern. Der heutige Ortsname stammt aus der Mitte des 19. Jahrhunderts und leitet sich vom Titel der Pfarrkirche aus dem 18. Jahrhundert ab, die dem Heiligen von Assisi gewidmet war. Der lange Streit zwischen dem Monferrato und den Savoyern um die Herrschaft über das Gebiet endete mit der Vorherrschaft der letzteren im 14. Jahrhundert. Es litt unter den Folgen der Räubererei, die vor allem im 18. Jahrhundert weit verbreitet war, und unter den zahlreichen Einfällen von Soldaten oder bewaffneten Banden, die selbst in den verschiedenen Weilern erhebliche Schäden an Häusern, Kirchen und öffentlichen Plätzen anrichteten. Dann, im 19. Jahrhundert, kam es mit dem Inkrafttreten des Truppenübungsplatzes zu einem erheblichen Zustrom von Soldaten, die mangels geeigneter Strukturen in den Häusern von Privatpersonen untergebracht wurden, die sich dieser Verpflichtung nicht entziehen konnten. Zwangsläufig wuchs die allgemeine Unzufriedenheit aufgrund der eingetretenen materiellen Nöte und moralischen Schäden.
Von bemerkenswertem historisch-architektonischem Interesse ist die Kirche San Francesco, die ab 1736 nach der Anerkennung der religiösen Autonomie von der Pfarrei San Maurizio die Funktion einer Pfarrkirche übernahm; Das bereits zu Beginn des 18. Jahrhunderts bestehende Gebäude verfügt im Inneren über bedeutende Fresken, die den Heiligen darstellen, nach dem der Tempel benannt ist. Neben der Kirche steht der Glockenturm aus dem 19. Jahrhundert. Weitere bemerkenswerte religiöse Gebäude sind die Kirche San Girolamo aus dem Jahr 1685, die Kirche der Madonna Assunta, deren ursprünglicher Kern, der durch spätere Eingriffe verdeckt wurde, romanisch oder gotisch zu sein scheint, und schließlich die Kapelle Sant’Anna mit ihrer ungewöhnlichen dreieckigen Form.
Am 8. Oktober 1996 kam es in San Francesco al Campo zu einem schweren Flugzeugabsturz. Eine für den Frachtdienst eingesetzte Antonov An-124 versuchte aus nicht vollständig geklärten Gründen wieder an Höhe zu gewinnen, nachdem sie bereits einen Abschnitt der Landebahn am Flughafen Turin-Caselle zurückgelegt hatte. Das Manöver scheiterte und das gigantische Flugzeug stürzte auf ein Bauernhaus, wobei die beiden Besatzungsmitglieder und die Besitzer des Bauernhauses ums Leben kamen. (siehe auch Aeroflot-Flug 9981)
Am 16. September 2023 verlor ein MB-339-Flugzeug der Frecce Tricolori nach dem Start mit den anderen Mitgliedern der Patrouille plötzlich an Höhe und stürzte im Flughafenbereich ab. Der Pilot rettete sich, indem er sich mit dem Schleudersitz warf, während ein auf der am Flughafen vorbeiführenden Provinzstraße vorbeifahrendes Auto vom brennenden Treibstoff getroffen wurde. Laura Origliasso, 5 Jahre alt, starb sofort, ihr Bruder Andrea, 9 Jahre alt, überlebte schwerverletzt, wie auch ihre Eltern.